# Conclave de 1846
A morte do Papa Gregório XVI em 1 de junho de 1846 desencadeou o Conclave de 1846. Cinquenta dos 62 membros do Colégio dos Cardeais reunidos no Palácio Quirinal, um dos palácios papais de Roma e a sede de dois conclaves do século XIX. O conclave começou em 14 de junho e teve de eleger um papa que não seria apenas o chefe da Igreja Católica, mas também o chefe de estado e governo dos Estados papais, as extensas terras em torno de Roma e no norte da Itália que a Igreja Católica governava.

## Conclave dividido sobre como governar os Estados Papais

Brasão do cardeal italiano Tommaso Riario Sforza como Camerlengo

Era a questão do governo dos Estados papais que se mostraria central no conclave de 1846. O Colégio dos Cardeais foi dividido em duas facções. Os conservadores desejavam ver uma continuação do absolutismo papal no governo dos Estados papais, uma continuação das políticas rígidas do Papa Gregório XVI e seu Cardeal Secretário de Estado de direita, Luigi Lambruschini, enquanto os liberais desejavam alguma medida de reforma moderada e favoreceu dois candidatos em Tommaso Pasquale Gizzi e Giovanni Maria Mastai Ferretti. Um quarto papabile foi o cardeal Ludovico Micara, o decano do Colégio de Cardeais, que foi favorecido pelos próprios moradores de Roma, mas nunca ganhou apoio entre os cardeais. O próprio Lambruschini era o líder dos conservadores, enquanto Tommaso Bernetti, que havia servido como pró-secretário de Estado sob o Papa Leão XII e a primeira parte do reinado do Papa Gregório XVI, era o líder da facção liberal.
Lambruschini recebeu a maioria dos votos nas primeiras eleições, mas não conseguiu alcançar a maioria de dois terços necessária. O cardeal Mastai Ferretti recebeu 15 votos e o restante foi para Lambruschini e Gizzi. O cardeal Gizzi foi favorecido pelo governo francês, mas não conseguiu apoio adicional dos cardeais e o conclave acabou sendo uma disputa entre os cardeais Lambruschini e Mastai-Ferretti. Entretanto, o cardeal Bernetti teria recebido informações de que Karl Kajetan von Gaisruck, o austríaco Arcebispo de Milão, estava a caminho do conclave para vetar a eleição de Mastai-Ferretti e percebeu que se Mastai-Ferretti fosse eleito, ele teria que convencer os cardeais em poucas horas ou aceitar a eleição de Lambruschini. Bernetti então, por iniciativa própria, convenceu pessoalmente a maioria dos eleitores a mudar seu apoio para Mastai Ferretti. O próprio cardeal Mastai Ferretti, no entanto, não fez nenhum esforço para fazer campanha pelo papado, não fez promessas e manteve a indiferença durante todo o processo. Apesar de não ter feito campanha pelo papado, Ferretti era visto como "um candidato glamouroso, ardente, emocional, com um dom de amizade e um histórico de generosidade até com os anticlericais e Carbonária. Ele era um patriota, conhecido por ser crítico de Gregório XVI". Diante do impasse e convencidos por Bernetti a impedir que Lambruschini fosse eleito papa, liberais e moderados decidiram votar em Mastai Ferretti, numa atitude que contradiz o clima geral em toda a Europa.
No segundo dia do conclave, em 16 de junho de 1846, durante a votação da noite ou a quarta, o candidato liberal Mastai Ferretti, arcebispo (título pessoal) de Ímola cumpriu esse requisito e foi eleito, recebendo quatro a mais do que os requeridos dois terços. É relatado pelo historiador papal Valérie Pirie que, no mesmo escrutínio em que foi eleito, Mastai Ferretti foi um dos escrutinadores que tabularam formalmente os votos e ficou emocionado quando ficou claro que seria eleito. Mastai Ferretti em um momento implorou para ser dispensado de seu papel como escrutinador, mas não foi permitido fazê-lo, uma vez que isso invalidaria a votação. Como resultado, Mastai Ferretti teve a rara experiência de ter que proclamar formalmente sua própria eleição aos cardeais eleitores dentro do conclave. Ele tomou o nome de Papa Pio IX (também conhecido como Pio Nono).
Porque era noite, nenhum anúncio formal foi dado, apenas o sinal de fumaça branca. Muitos católicos haviam assumido que Gizzi havia sido eleito sucessor de São Pedro. De fato, as celebrações começaram a ocorrer em sua cidade natal, e sua equipe pessoal, seguindo uma tradição de longa data, queimou suas vestimentas cardinalícias. Na manhã seguinte, o cardeal-diácono sênior, Tommaso Riario Sforza, anunciou a eleição de Mastai-Ferretti diante de uma multidão de fiéis católicos. Quando o novo papa apareceu na varanda, o clima ficou alegre. Após sua eleição, Pio IX nomeou o cardeal Gizzi como seu secretário de Estado. Pio IX foi coroado em 21 de junho de 1846.

### Manhã de 15 de junho, primeira votação
| cardeais                       | Votos diretos | Accessus | totais |
| ------------------------------ | ------------- | -------- | ------ |
| Luigi Lambruschini             | 9             | 6        | 15     |
| Giovanni Maria Mastai Ferretti | 8             | 5        | 13     |
| Clarissimo Falconieri Mellini  | 4             | 1        | 5      |
| Costantino Patrizi Naro        | 3             | 1        | 4      |
| Filippo De Angelis             | 3             | 1        | 4      |
| Vincenzo Macchi                | 3             | 0        | 3      |

### Tarde de 15 de junho, segunda votação
| cardeais                       | Votos diretos | Accessus | totais |
| ------------------------------ | ------------- | -------- | ------ |
| Giovanni Maria Mastai Ferretti | 12            | 5        | 17     |
| Luigi Lambruschini             | 8             | 5        | 13     |
| Chiarissimo Falconieri Mellini | 4             | 0        | 4      |
| Costantino Patrizi Naro        | 3             | 1        | 4      |
| Vincenzo Macchi                | 3             | 1        | 4      |
| Filippo De Angelis             | 4             | 0        | 4      |

### Manhã de 16 de junho, terceira votação
| cardeais                       | Votos diretos | Accessus | totais |
| ------------------------------ | ------------- | -------- | ------ |
| Giovanni Maria Mastai Ferretti | 18            | 9        | 27     |
| Luigi Lambruschini             | 7             | 4        | 11     |
| Clarissimo Falconieri Mellini  | 5             | 2        | 7      |
| Filippo De Angelis             | 3             | 2        | 5      |
| Vincenzo Macchi                | 3             | 1        | 4      |
| Costantino Patrizi Naro        | 2             | 1        | 3      |

### Tarde de 16 de junho, quarta votação
| cardeais                       | Votos diretos | Accessus | totais           |
| ------------------------------ | ------------- | -------- | ---------------- |
| Giovanni Maria Mastai Ferretti | 27            | 9        | 36 (eletto papa) |
| Luigi Lambruschini             | 8             | 2        | 10               |
| Filippo De Angelis             | 4             | 2        | 6                |
| Clarissimo Falconieri Mellini  | 3             | 1        | 4                |
| Costantino Patrizi Naro        | 1             | 2        | 3                |
| Vincenzo Macchi                | 2             | 0        | 2                |

### Falha na tentativa de vetar Ferretti
Como em outros conclaves até e incluindo o Conclave de 1903, vários monarcas católicos reivindicaram o direito de vetar um cardeal que poderia ser eleito, forçando os cardeais a escolher outra pessoa. O imperador Fernando I da Áustria havia incumbido o cardeal Karl Kajetan Gaisruck, arcebispo de Milão (então parte do território do império), de vetar o liberal Ferretti. No entanto, Gaisruck chegou tarde demais ao conclave. Quando chegou, Ferretti foi eleito, aceitou o papado e foi proclamado publicamente.

### Rescaldo
O papa Pio IX foi coroado com a tiara papal em 21 de junho de 1846. Ele se tornou o papa por mais tempo desde São Pedro, sentado no trono papal por quase 32 anos. Inicialmente um liberal, após uma deposição de curta duração e a proclamação da República Romana, Pio voltou ao poder por tropas da Segunda República Francesa e se tornou um reacionário conservador.
Em 1870, os demais territórios dos Estados papais foram tomados por Vítor Emanuel II da Itália. Roma se tornou a capital do Reino da Itália, com o antigo palácio papal, o Quirinal, se tornando o palácio do rei. Pio IX retirou-se em protesto ao Vaticano, onde viveu como autoproclamado "Prisioneiro no Vaticano". Ele morreu em 1878.
| Duração            | 3 dias                          |
| Numero de votações | 4                               |
| Eleitores          | 62                              |
| ------------------ | ------------------------------- |
| Ausentes           | 12                              |
| Presentes          | 50                              |
| Europeus           | 62                              |
| Veto usado         | Imperador Fernando I da Áustria |
| Papa falecido      | Gregório XVI (1831-1846)        |
| Papa eleito        | Pio IX (1846-1878)              |

## Cardeais Eleitores

### Composição por consistório
| Concistoro                   | 1846 |
| ---------------------------- | ---- |
| Março 1804                   | 1    |
| Março 1823                   | 1    |
| Consistórios de Pio VII      | 2    |
| Setembro 1824                | 1    |
| Dezembro 1824                | 1    |
| Março 1826                   | 1    |
| Outubro 1826                 | 4    |
| Consistórios de Leão XII     | 7    |
| Setembro 1831                | 5    |
| Julho 1832                   | 1    |
| Abril 1833                   | 1    |
| Julho 1833                   | 1    |
| Janeiro 1834                 | 1    |
| Junho 1834                   | 4    |
| Abril 1835                   | 2    |
| Fevereiro 1836               | 1    |
| Maio 1837                    | 2    |
| Fevereiro 1838               | 8    |
| Setembro 1838                | 2    |
| Novembro 1838                | 1    |
| Fevereiro 1839               | 1    |
| Julho 1839                   | 1    |
| Dezembro 1839                | 4    |
| Dezembro 1840                | 1    |
| Março 1841                   | 1    |
| Julho 1841                   | 1    |
| Janeiro 1842                 | 2    |
| Janeiro 1843                 | 3    |
| Junho 1843                   | 1    |
| Janeiro 1844                 | 3    |
| Julho 1844                   | 3    |
| Janeiro 1846                 | 3    |
| Consistórios de Gregório XVI | 53   |
| Total                        | 62   |

| Criado por               | Cardeais | Por Cento |
| ------------------------ | -------- | --------- |
| Papa Pio VII (PVII)      | 02       | 3,23 %    |
| Papa Leão XII (LXII)     | 07       | 11,29 %   |
| Papa Gregório XVI (GXVI) | 053      | 85,48 %   |
| Total                    | 62       | 100 %     |

## Cardeais Bispos
| Nº | Nome                                     | Consistório   | Papa |
| -- | ---------------------------------------- | ------------- | ---- |
| 1  | Ludovico Micara, O.F.M.Cap.              | Setembro 1824 | LXII |
| 2  | Vincenzo Macchi                          | Outubro 1826  | LXII |
| 3  | Luigi Emmanuele Nicolo Lambruschini, B.  | Setembro 1831 | GXVI |
| 4  | Pietro Ostini                            | Setembro 1831 | GXVI |
| 5  | Castruccio Castracane degli Antelminelli | Abril 1833    | GXVI |
| 6  | Mario Mattei                             | Julho 1832    | GXVI |

## Cardeais Presbíteros
| Nº | Nome                                   | Consistório    | Papa |
| -- | -------------------------------------- | -------------- | ---- |
| 7  | Carlo Oppizzoni                        | Março 1804     | PVII |
| 8  | Giacomo Filippo Fransoni               | Outubro 1826   | LXII |
| 9  | Benedetto Colonna Barberini di Sciarra | Outubro 1826   | LXII |
| 10 | Ugo Pietro Spinola                     | Setembro 1831  | GXVI |
| 11 | Francesco Serra Casano                 | Setembro 1831  | GXVI |
| 12 | Giacomo Luigi Brignole                 | Janeiro 1834   | GXVI |
| 13 | Paolo Polidori                         | Junho 1834     | GXVI |
| 14 | Giuseppe Alberghini                    | Junho 1834     | GXVI |
| 15 | Costantino Patrizi Naro                | Junho 1834     | GXVI |
| 16 | Ambrogio Bianchi, O.S.B.               | Abril 1835     | GXVI |
| 17 | Gabriele della Genga Sermattei         | Fevereiro 1836 | GXVI |
| 18 | Luigi Amat di San Filippo e Sorso      | Maio 1837      | GXVI |
| 19 | Angelo Mai                             | Maio 1837      | GXVI |
| 20 | Giovanni Soglia Ceroni                 | Fevereiro 1838 | GXVI |
| 21 | Clarissimo Falconieri Mellini          | Fevereiro 1838 | GXVI |
| 22 | Antonio Francesco Orioli, O.F.M.Conv.  | Fevereiro 1838 | GXVI |
| 23 | Giuseppe Mezzofanti                    | Fevereiro 1838 | GXVI |
| 24 | Antonio Tosti                          | Fevereiro 1838 | GXVI |
| 25 | Filippo De Angelis                     | Setembro 1838  | GXVI |
| 26 | Gabriele Ferretti                      | Novembro 1838  | GXVI |
| 27 | Charles Januarius Acton                | Fevereiro 1839 | GXVI |
| 28 | Ferdinando Maria Pignatelli, C.R.      | Julho 1839     | GXVI |
| 29 | Giovanni Maria Mastai-Ferretti         | Dezembro 1839  | GXVI |
| 30 | Gaspare Bernardo Pianetti              | Dezembro 1839  | GXVI |
| 31 | Luigi Vannicelli Casoni                | Dezembro 1839  | GXVI |
| 32 | Lodovico Altieri                       | Dezembro 1840  | GXVI |
| 33 | Tommaso Pasquale Gizzi                 | Julho 1841     | GXVI |
| 34 | Cosimo Corsi                           | Janeiro 1842   | GXVI |
| 35 | Antonio Maria Cadolini, B.             | Junho 1843     | GXVI |
| 36 | Antonio Maria Cagiano de Azevedo       | Janeiro 1844   | GXVI |
| 37 | Niccola Clarelli Parracciani           | Janeiro 1844   | GXVI |
| 38 | Fabio Maria Asquini                    | Janeiro 1844   | GXVI |
| 39 | Domenico Carafa della Spina di Traetto | Julho 1844     | GXVI |
| 40 | Lorenzo Simonetti                      | Julho 1844     | GXVI |
| 41 | Giacomo Piccolomini                    | Julho 1844     | GXVI |
| 42 | Sisto Riario Sforza                    | Janeiro 1846   | GXVI |

## Cardeais Diáconos
| Nº | Nome                      | Consistório    | Papa |
| -- | ------------------------- | -------------- | ---- |
| 43 | Tommaso Riario Sforza     | Março 1823     | PVII |
| 44 | Tommaso Bernetti          | Outubro 1826   | LXII |
| 45 | Ludovico Gazzoli          | Setembro 1831  | GXVI |
| 46 | Adriano Fieschi           | Junho 1834     | GXVI |
| 47 | Giuseppe Ugolini          | Fevereiro 1838 | GXVI |
| 48 | Luigi Ciacchi             | Fevereiro 1838 | GXVI |
| 49 | Francesco Saverio Massimo | Fevereiro 1838 | GXVI |
| 50 | Giovanni Serafini         | Janeiro 1843   | GXVI |

## Ausentes
| Nº | Nome                                                       | Consistório   | Papa |
| -- | ---------------------------------------------------------- | ------------- | ---- |
| 1  | Karl Kajetan von Gaisruck                                  | Setembro 1824 | LXII |
| 2  | Francisco Javier de Cienfuegos e Jovellanos                | Março 1826    | LXII |
| 3  | Jacobo Monico                                              | Julho 1833    | GXVI |
| 4  | Placido Maria Tadini, O.C.D.                               | Abril 1835    | GXVI |
| 5  | Engelbert Sterckx                                          | Setembro 1838 | GXVI |
| 6  | Hugues-Robert-Jean-Charles de la Tour d'Auvergne-Lauragais | Dezembro 1839 | GXVI |
| 7  | Louis Jacques Maurice de Bonald                            | Março 1841    | GXVI |
| 8  | Friedrich Johannes Jacob Cölestin von Schwarzenberg        | Janeiro 1842  | GXVI |
| 9  | Francesco di Paola Villadecani                             | Janeiro 1843  | GXVI |
| 10 | Ignazio Giovanni Cadolini                                  | Janeiro 1843  | GXVI |
| 11 | Guilherme Henriques de Carvalho                            | Janeiro 1846  | GXVI |
| 12 | Joseph Bernet                                              | Janeiro 1846  | GXVI |